# Chiesa di St Mary de Lode
La Chiesa di Santa Maria de Lode a Gloucester (in inglese: St Mary de Lode Church) è una chiesa della diocesi anglicana di Gloucester, nel Gloucestershire (Inghilterra), ed è classificata come monumento di Grado I dall'English Heritage.
È nota anche come St. Mary Before the Gate of St. Peter, St. Mary Broad Gate e St. Mary De Port.

## Storia
La parola "Lode" deriva dall'antico termine inglese che significa corso d'acqua o traghetto e in questo caso si riferisce a un traghetto che un tempo attraversava un ramo del fiume Severn a ovest della chiesa, oggi non più esistente.
Nel 1979, gli scavi archeologici nella navata centrale dimostrarono che la chiesa è costruita su due edifici romani. Il primo, probabilmente un edificio termale eretto nel II secolo, fu distrutto nel V secolo e sostituito da un mausoleo in legno contenente tre sepolture. Il mausoleo fu distrutto da un incendio e seguito da una serie di edifici interpretati come chiese, culminanti nella chiesa medievale di Santa Maria. Si ipotizza che la chiesa originaria fosse una fondazione britannica post-romana, prima che gli Anglosassoni occupassero quest'area.
Il primo riferimento a una chiesa in documenti scritti risale alla fine dell'XI secolo. All'epoca comprendeva una navata, un presbiterio e una torre, che fu distrutta da un incendio nel 1190. Un nuovo presbiterio fu costruito nel XIII secolo.
Una leggenda locale, documentata per la prima volta nel XVIII secolo, narra che la chiesa fosse il luogo di sepoltura del leggendario re Lucio, primo re cristiano della Britannia, che si diceva avesse istituito una sede vescovile a Gloucester nel II secolo d.C. Questa leggenda, unita ai risultati degli scavi archeologici, ha apparentemente ispirato la credenza locale che la chiesa sia stata costruita sul sito di un antico tempio romano e che sia stata la prima chiesa cristiana in Gran Bretagna.
Un'effigie tombale sul muro nord del presbiterio, in passato indicata come la tomba del re Lucio, risale al XIV secolo e raffigura un sacerdote tonsurato, forse William de Chamberleyn, vicario nel 1302-1305.
Nel marzo del 1643 e nel 1646, durante la guerra civile inglese, la chiesa fu utilizzata come prigione per i soldati realisti catturati da Sir William Waller e dal tenente colonnello Edward Massey.

## Descrizione
La chiesa ha una torre centrale normanna risalente al 1190 circa. La navata fu ricostruita nel 1826 in stile neogotico con colonne in ghisa da James Cooke, un monumentalista locale. Un arco normanno conduce dalla navata alla torre, che ha una volta a botte ed è collegata al presbiterio tramite un arco del XIII secolo. Il presbiterio fu iniziato come la torre intorno al 1190, ma fu ampliato e voltato nel XIII secolo. Ulteriori restauri della chiesa ebbero luogo nel XIX e all'inizio del XX secolo, e la parte occidentale della navata fu adibita a sala parrocchiale nel 1980. Vi sono un pulpito ottagonale, apparentemente composto da pannelli in legno intagliato del XV secolo, e un organo del XVIII secolo portato nel 1972 dalla chiesa di San Nicola, in Westgate Street, ora in disuso.

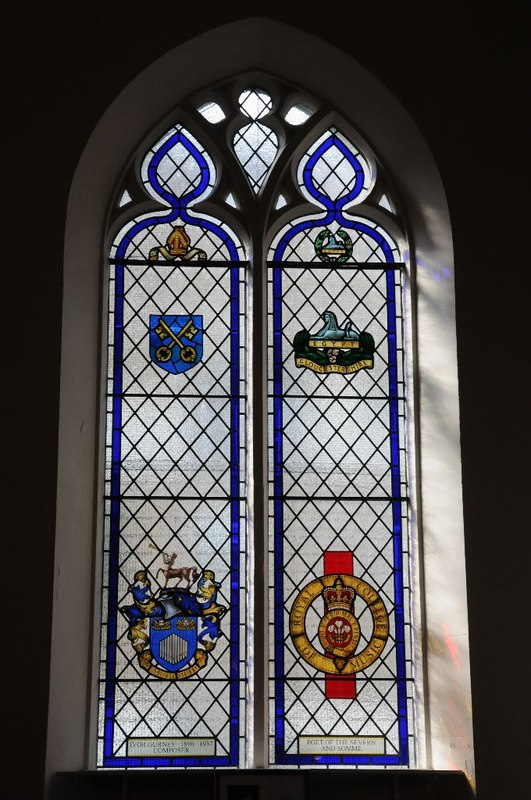
Vetrate dedicate al poeta Ivor Gurney.

Vi sono vetrate colorate che commemorano i Royal Gloucestershire Hussars e il poeta di Gloucester Ivor Gurney.
Nel parco si trova un monumento al vescovo John Hooper, che fu bruciato sul rogo a Gloucester.

## Galleria d'immagini

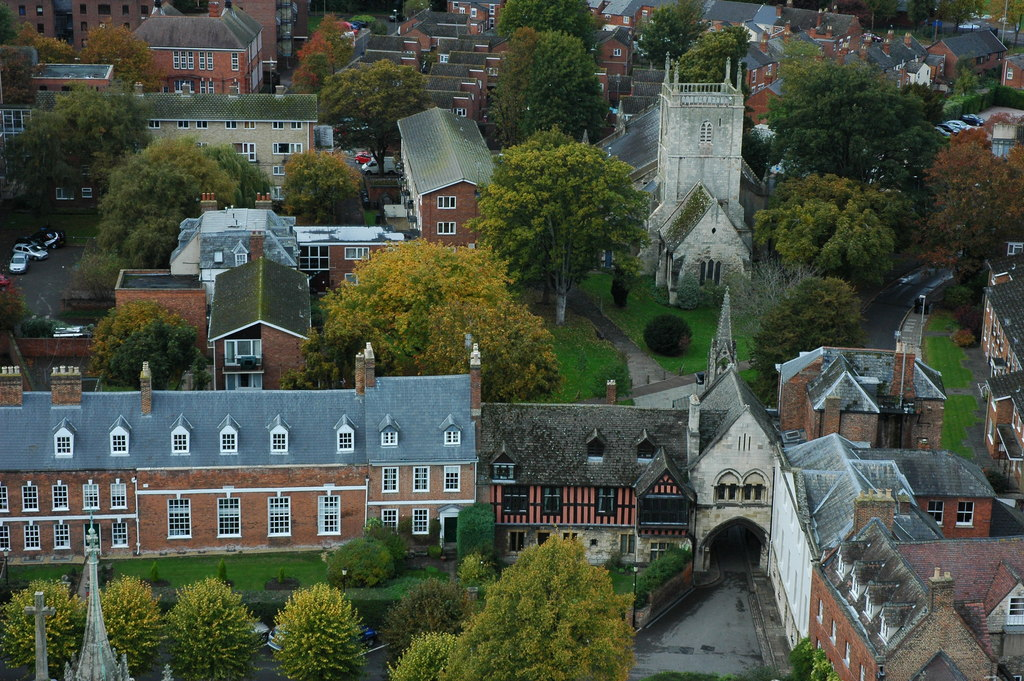
Vista aerea della chiesa di St Mary de Lode.
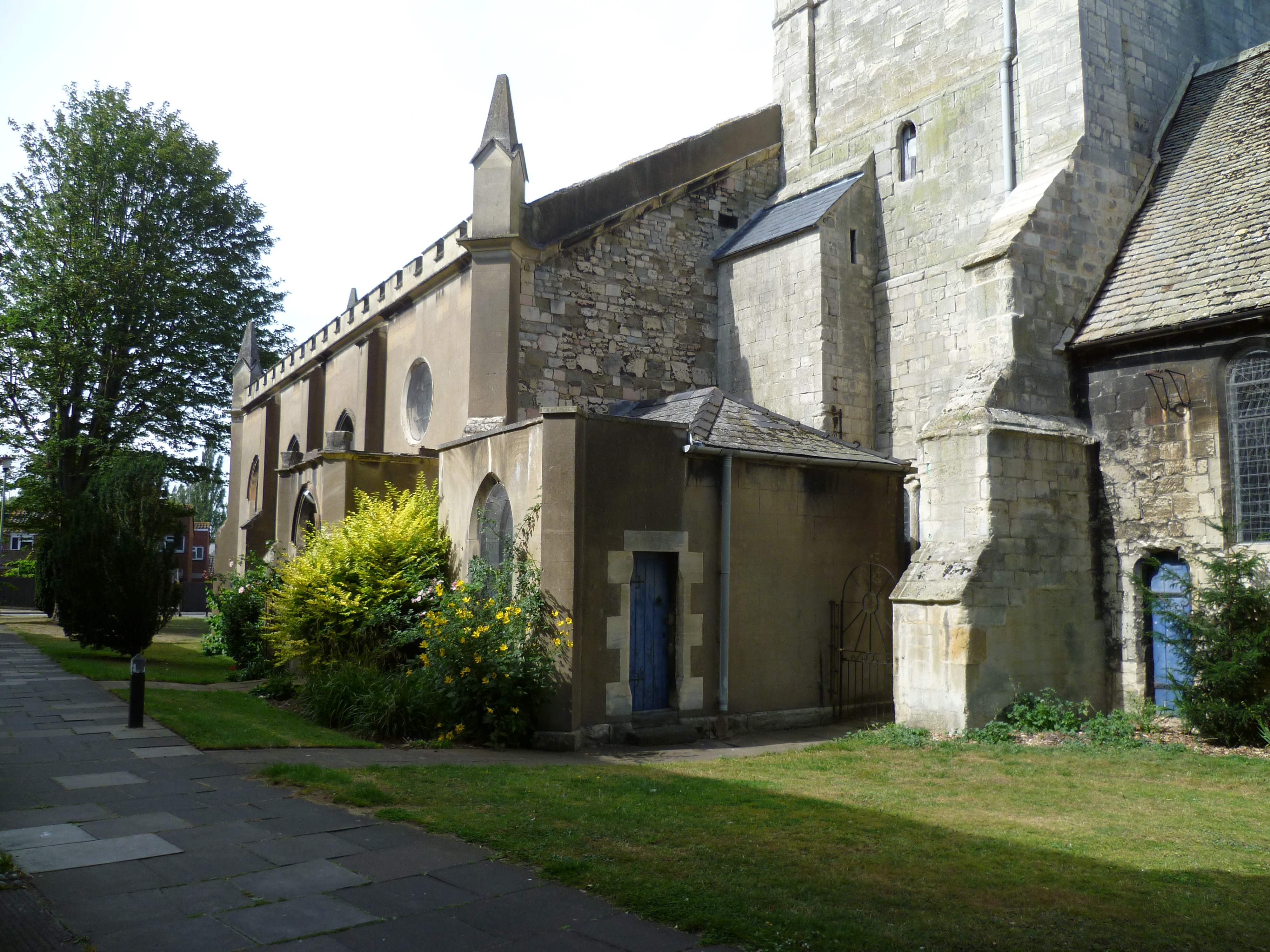
Lato sud della chiesa di St Mary de Lode.
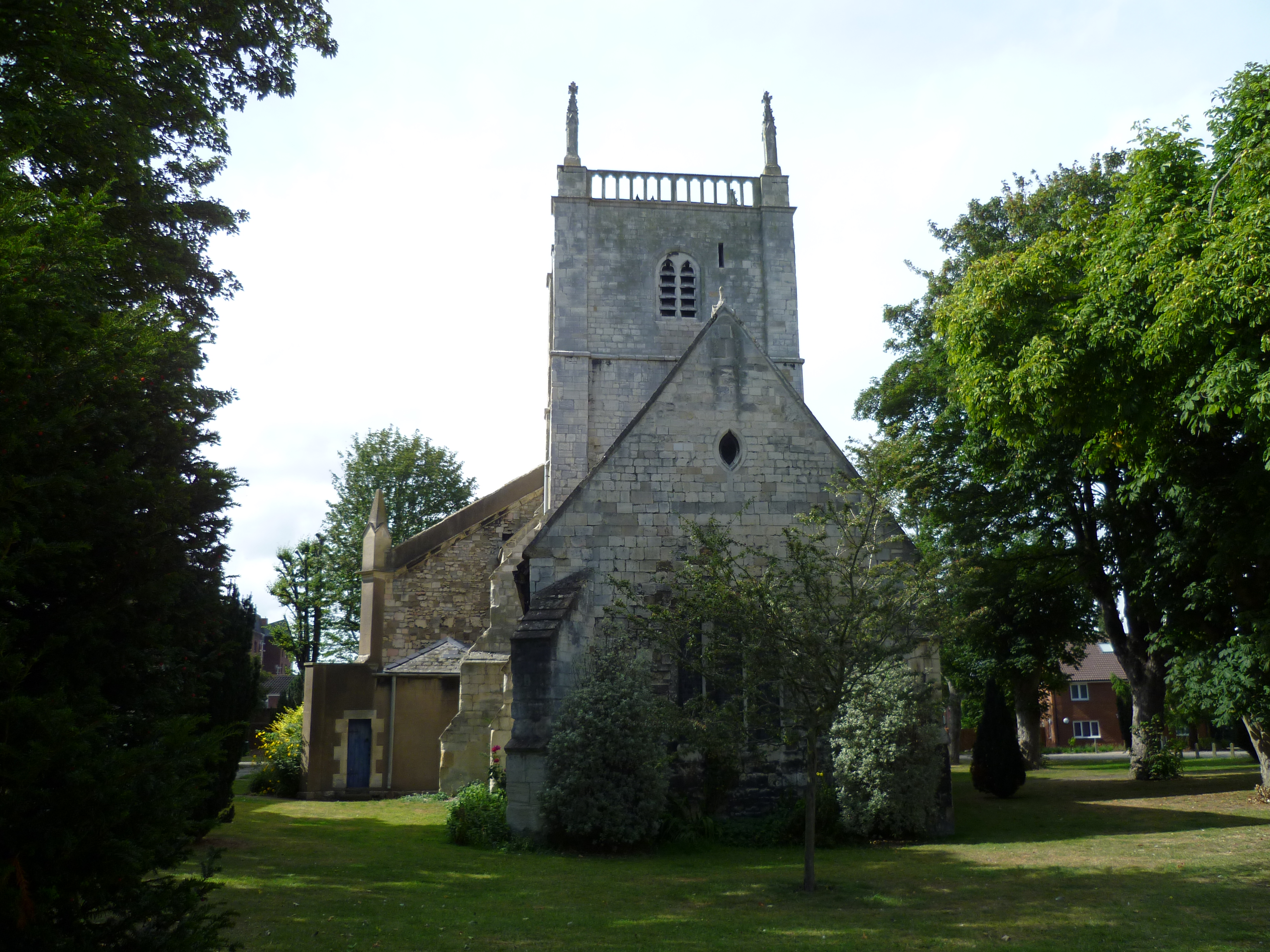
St Mary de Lode vista da St Mary's Square.
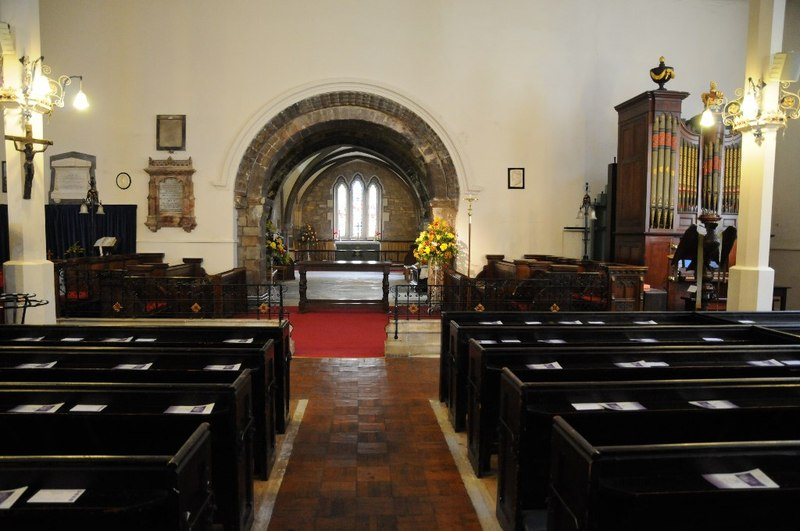
Interni della chiesa di St Mary de Lode.
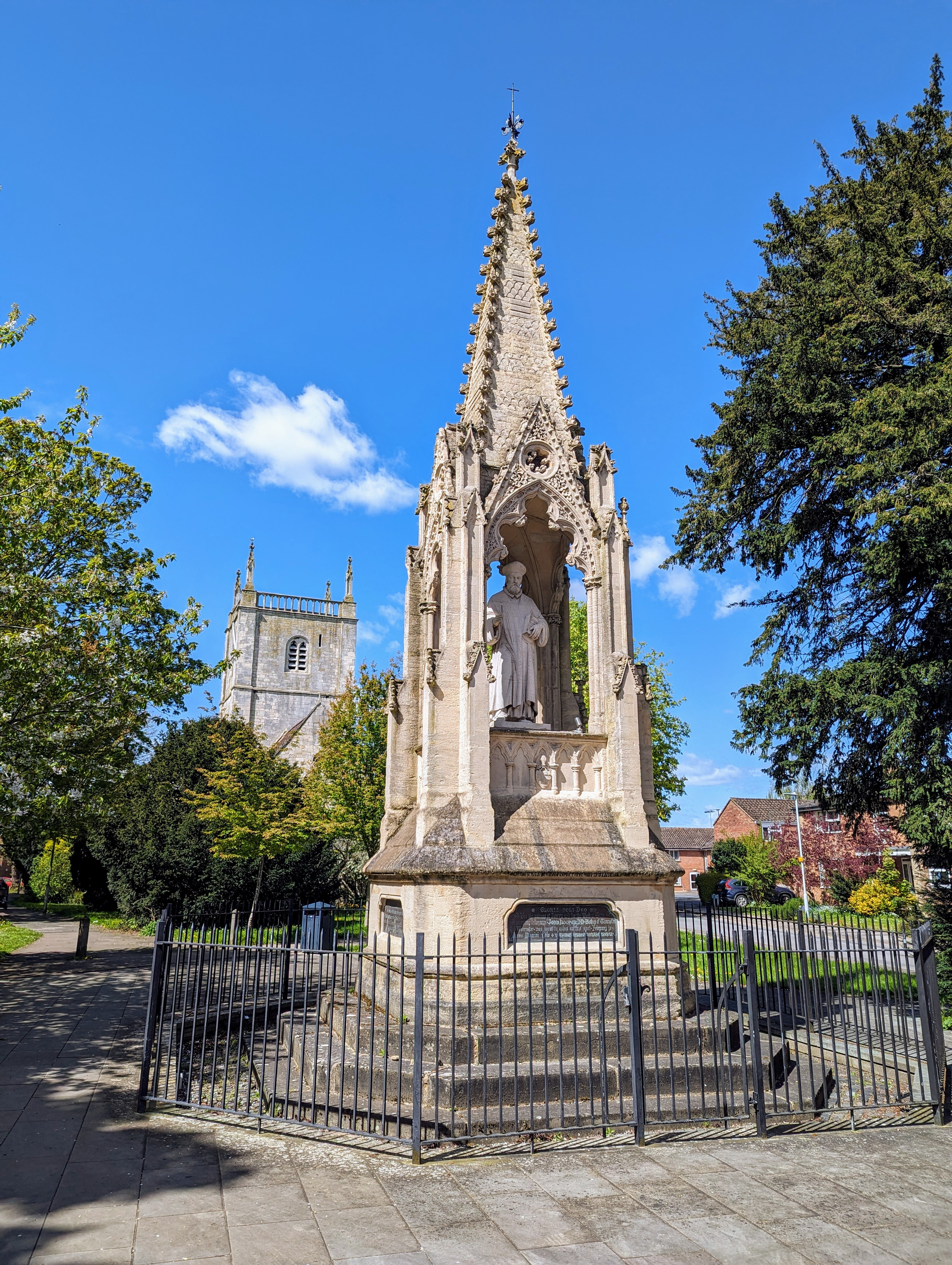
Monumento dedicato al vescovo John Hooper, in sfondo la chiesa di St Mary de Lode.